# بخش کاپیتال (ونزوئلا)
بخش کاپیتال (به اسپانیایی: Distrito Capital) یک منطقهٔ مسکونی در ونزوئلا است که در ونزوئلا واقع شده‌است. بخش کاپیتال ۴۳۳ کیلومتر مربع مساحت و ۲٬۰۹۷٬۴۰۰ نفر جمعیت دارد.